# شجاع (ترانه سارا باریلز)
«شجاع» تک‌آهنگی از هنرمند اهل ایالات متحده آمریکا سارا باریلز است که در سال ۲۰۱۳ میلادی منتشر شد. این ترانه نخستین تک‌آهنگ از چهارمین آلبوم استودیویی او بود. باریلز این ترانه را همراه با جک آنتونوف از گروه فان نوشت. سختی‌های دوست نزدیک باریلز که همجنس‌گرا بود، برای آشکارسازی گرایش جنسی‌اش، انگیزهٔ باریلز برای تصنیف این ترانه بوده است. به گفتهٔ او، «مقدار زیادی افتخار، درستی، و زیبایی در این است که خودت باشی، و شجاع بودن مهم است چرا که با انجام آن به دیگران این اجازه را می‌دهی که همان کار را کنند.»
این تک‌آهنگ در جدول‌های استرالیا و نیوزیلند جزو ده ترانهٔ نخست جای گرفت و در ایالات متحدهٔ آمریکا نیز بیش از سه میلیون نسخه از آن به فروش رفت.